# يناريس ديل فالس
بلدية يينارس ديل باليس (بالكاتالانية: Llinars del Vallès) هي إحدى بلديات مقاطعة برشلونة، والتي تقع في منطقة كاتالونيا، شرق إسبانيا.
يبلغ عدد سكانها 8.581 نسمة وفقاً لإحصائية سنة (2007).